# Agapetes bhutanica
Agapetes bhutanica är en ljungväxtart som beskrevs av Balakr. och S. Chowdhury. Agapetes bhutanica ingår i släktet Agapetes och familjen ljungväxter. Inga underarter finns listade i Catalogue of Life.